# Kobilja Glava (Zlatibor)
Pour les articles homonymes, voir Kobilja Glava.
Le mont Kobilja Glava (en serbe cyrillique : Кобиља Глава) est un sommet des monts Zlatibor, un massif situé dans la région de Stari Vlah au sud-ouest de la Serbie. Il s'élève à une altitude de 1 176 m.